# Heðinsskorarfjall
De Heðinsskorarfjall is een berg die ligt op het eiland Mykines, Faeröer. De berg heeft een hoogte van 433 meter.